# Exil intérieur en Grèce

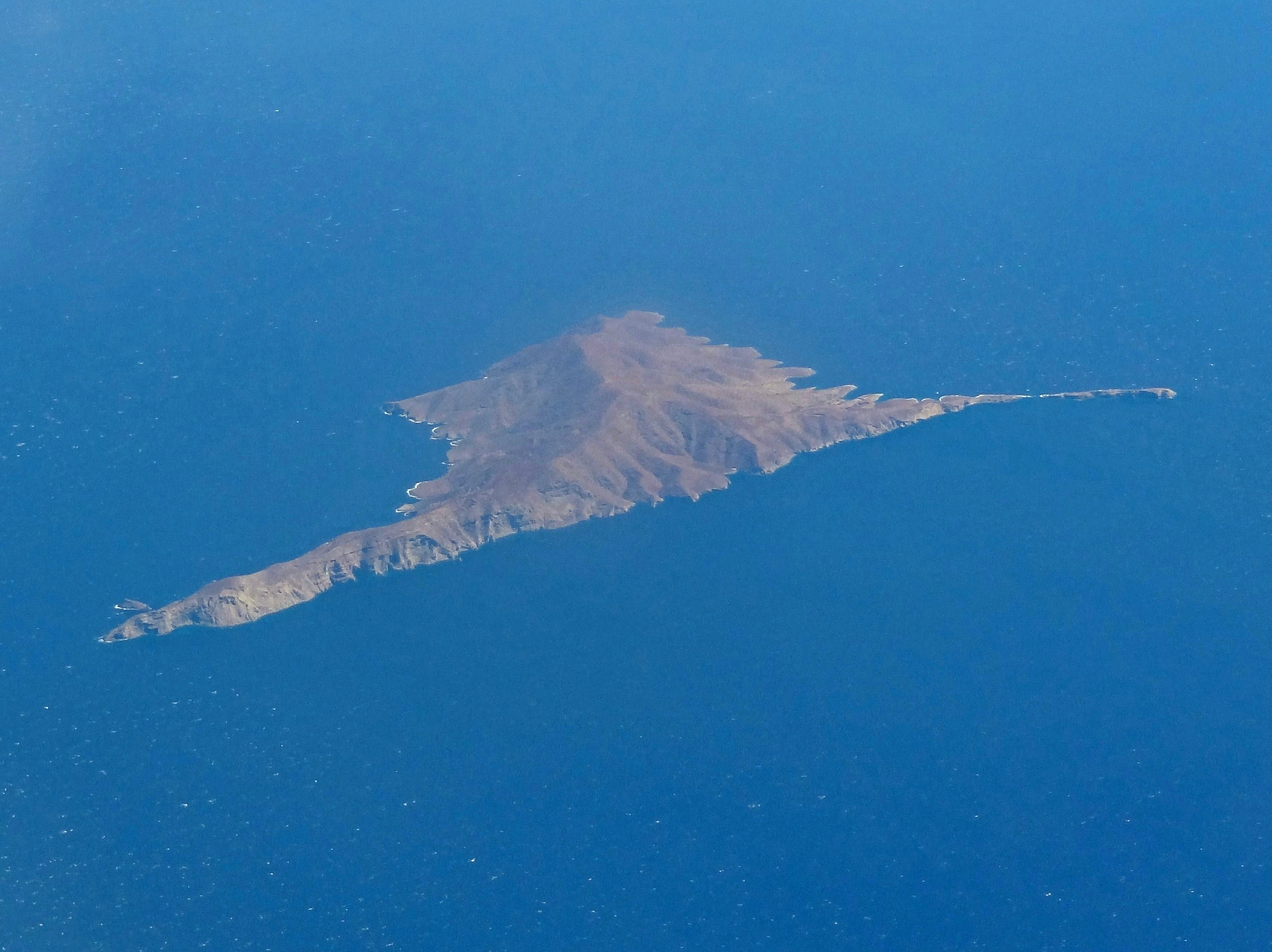
20000 prisonniers politiques ont été bannis à Gyaros pendant et après la guerre civile grecque.

L'exil intérieur en Grèce est utilisé pour punir les dissidents politiques, par différents gouvernements grecs, y compris le régime du 4-Août, le gouvernement pendant la guerre civile grecque et la junte grecque. Les personnes visées sont généralement envoyées dans des petites îles grecques,,,,,. Plus de 100 lieux ont été utilisés pour y déplacer les opposants, à différentes époques du XXe siècle. 

## Histoire
L'exil interne est utilisé depuis longtemps par les dirigeants de la Grèce et, au début du XXe siècle, il est employé pour les opposants au vénizélisme, tels que les monarchistes, les conservateurs ou les communistes. Pendant le schisme national et après l'arrivée d'Elefthérios Venizélos au pouvoir, en été 1917, de nombreux opposants politiques (tels que l'ancien Premier ministre Spyrídon Lámpros) ont été placés en exil interne.
L'exil est préféré à l'emprisonnement sur le continent car les prisons du continent sont surpeuplées et l'exil permet de contrôler plus facilement la correspondance des prisonniers et de limiter leur influence politique. La loi Idionymon (en), de 1929, criminalise les idées et les actions subversives, ce qui entraîne une augmentation du nombre de prisonniers. L'île d'Ágios Efstrátios est utilisée, à partir de 1929, et les exils ne cessent qu'en 1974. Jusqu'en 1943, il n'y a pas de camps et les exilés louent des maisons aux résidents locaux.

## Régime du 4-Août
Des camps de prisonniers pour les dissidents politiques, sur des îles désertes, sont créés par le régime de Metaxas (1936-1941),. Sous le régime de Metaxás, environ 1 000 personnes sont condamnées à l'exil interne, dont des membres du Parti communiste de Grèce, des socialistes, des organisateurs syndicaux et d'autres qui s'opposaient au gouvernement. La plupart des personnes emprisonnées sont des ouvriers, mais d'autres sont des intellectuels. Les prisonniers condamnés à l'exil interne sont emmenés sur des îles désertes où ils doivent organiser leur propre nourriture et leur propre logement.

## Guerre civile

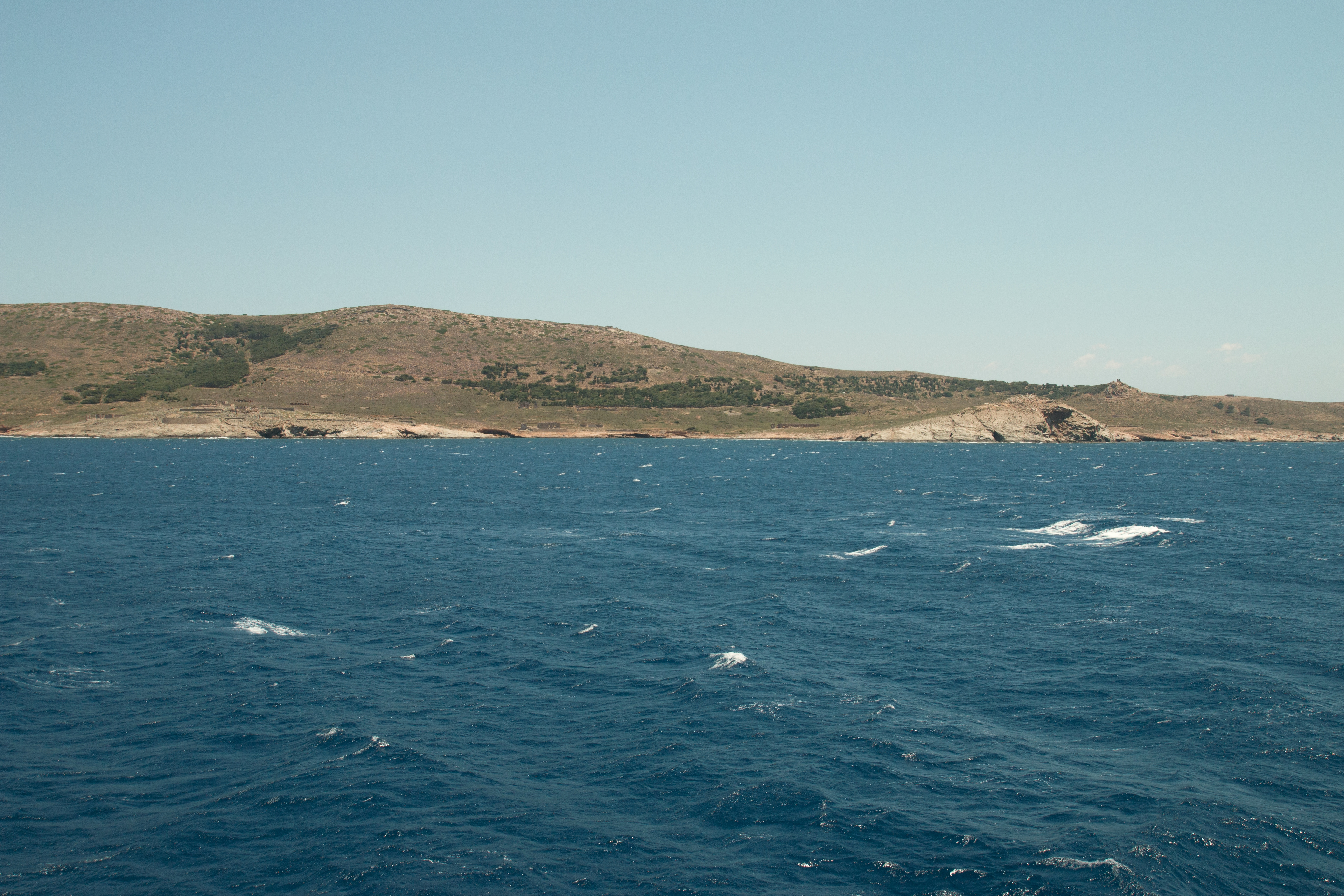
L'île de Makronissos.

Pendant et après la guerre civile grecque (1946-1949), des milliers de combattants de gauche et de sympathisants présumés sont arrêtés et emprisonnés. Après la guerre civile, les prisonniers politiques continuent d'être détenus, tout au long des années 1950 et 1960. L'île de Makronissos est utilisée, de 1947 à 1955 et elle devient une sorte de camp modèle pour la junte grecque.
À Ai Stratis, où 5 500 personnes, dont des femmes et des enfants, sont envoyées entre 1946 et 1947, des camps sont créés pour la première fois. 20 000 personnes sont envoyées dans un camp de concentration sur l'île inhabitée de Gyaros, surnommée « Dachau de la Méditerranée ».
Les prisonniers devaient travailler à la construction de la prison, mais dès qu'elle fut terminée, l'île fut fermée, en 1952 en raison de la condamnation par les Nations unies des mauvaises conditions qui y régnaient. Ai Stratis, désignée pour les prisonniers « impénitents », est restée ouverte jusqu'en 1963, bien que le nombre de prisonniers ait progressivement diminué.

## Junte
Après le coup d'État du 21 avril 1967, la junte étend les arrestations des dissidents politiques et l'utilisation des îles-prisons. Environ 6 000 personnes sont envoyées à Gyaros, aujourd'hui appelé le « goulag grec ». La junte a nié que des prisonniers politiques y étaient détenus, mais le mensonge est révélé lorsque les journalistes allemands de Stern louent un avion et photographient l'île du haut des airs, révélant ainsi la vérité. Gyaros est fermé en novembre 1968 à la suite des protestations internationales contre ses mauvaises conditions de vie et aux critiques de la Croix-Rouge. 
Ai Stratis, rouvert par la junte et utilisé pour des cas individuels, est dévasté par un tremblement de terre, en 1968 qui détruit une grande partie du camp où les prisonniers étaient contraints de vivre.
En octobre 1974, juste avant les élections législatives grecques de 1974, cinq chefs de la junte, dont Geórgios Papadópoulos, sont temporairement exilés à Kéa.

## Liste des lieux d'exil
Les îles qui ont accueilli le plus grand nombre de prisonniers sont celles de :
- Makrónissos, utilisée comme lieu d'exil pour la première fois en 1947.
- Gyáros, utilisée comme lieu d'exil pour la première fois en 1947, elle fonctionne jusqu'en 1974 avec de courts temps d'arrêt. En 2002, elle est  déclarée site historique, mais en 2011, la décision est modifiée de sorte que la désignation n'inclut pas toute l'île, mais seulement 2 500 acres.
- Ágios Efstrátios, lieu d'exil, pour les intellectuels, de 1928 à 1962.
- Anáfi, lieu d'exil de 1947 à 1949, où un total de 7 283 personnes ont été déplacées.
- Ikaría, lieu d'exil depuis 1923 jusqu'à la période de la dictature des colonels.

Les îles suivantes ont également accueilli un plus petit nombre d'exilés :
- Chios,
- Paleó Tríkeri, utilisée comme lieu d'exil pour les femmes pendant la guerre civile
- Égine
- Alonissos
- Amorgós
- Anticythère
- Antíparos
- Gavdos
- Santorin
- Ios
- Kímolos
- Cythère
- Leros, la seule du Dodécanèse, est un lieu d'exil pendant la dictature d'avril (1967-1974)
- Lemnos
- Milos
- Naxos
- Páros
- Samothrace
- Sérifos
- Síkinos
- Sifnos
- Skýros, principalement pendant l'entre-deux-guerres
- Folégandros, principalement pendant l'entre-deux-guerres
- Fourni
- Othoni

Un petit nombre d'exilés ont également accueilli, pour de courtes périodes, sur les îles d'Ándros, Tínos, Syros, Kythnos, Mykonos et Skiathos.

## Conséquences
La pratique de l'exil interne est abolie, en 1974, pendant la Metapolítefsi. L'île de Makronisos est protégée depuis 1989. La Grèce tente de faire reconnaître l'île, par l'UNESCO, comme un site du patrimoine mondial, pour « préserver l'île de l'exil et ses ruines restantes comme symboles de la lutte contre le fascisme, des esprits humains et du triomphe de la démocratie contre l'oppression et la déshumanisation ».